# Ивано Бордон
Ивано Бордон (на италиански: Ivano Bordon) роден на 13 април 1951 г. в Маргера, Венеция е бивш италиански футболист – вратар.

## Кариера
Започва кариерата си с отбора на ФК Интер през 1970 г. Там до 1983 г. изиграва 382 мача във всички турнири и печели две скудети и две купи на Италия. До 1986 г. играе за Сампдория, с които печели оше една Копа Италия през 1985 г. Изкарва един сезон в Санремезе, за да завърши кариерата си през 1989 г. с отбора на Бреша Калчо.
С националния отбор на Италия, Бордон записва 21 мача в периода от 1978 до 1984 г. Световен шампион през 1982 г. като футболист, а през 2006 г. е част от треньорския щаб (треньор на вратарите) на „Скуадра Адзура“, които отново печелят световното първенство.

## Отличия
- Шампион на Италия: 2

Интер: 1970/71, 1979/80
- Копа Италия: 3

Интер: 1978, 1982
Сампдория: 1985 г.
- Световен шампион: 2

Италия: 1982
Италия: 2006 (треньор на вратарите)